# Calyptorhynchus
Genre
Le genre Calyptorhynchus regroupe les cinq espèces de cacatoès à plumage foncé, oiseaux appartenant à la famille des Cacatuidae. Ces cacatoès frugivores et granivores australien ont tous un plumage sombre permettant d'identifier les sexes, contrairement à d'autres cacatoès.

## Systématique

### Taxonomie

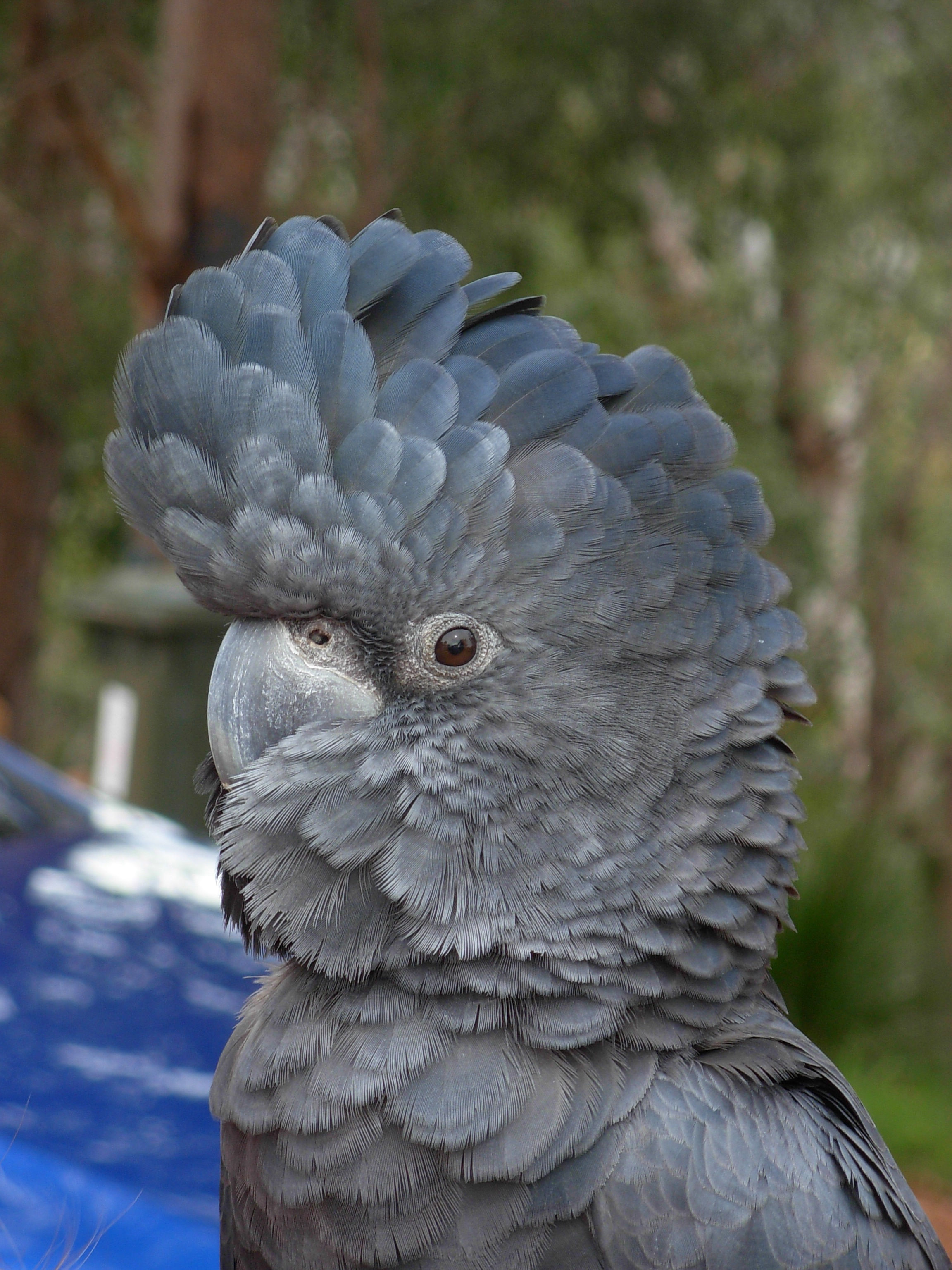
Mâle Calyptorhynchus banksii gonflant ses plumes

Calyptorhynchus a été construit à partir de deux racines de grec ancien καλυπτο [calypto] qui signifie couvert et ρυγχος [rhynchus] qui signifie bec. Pour séduire une femelle, les mâles vont hérisser les plumes de leur huppe et de leurs joues, jusqu'à couvrir leur bec, d'où leur nom scientifique.
Calyptorhynchus banksii est l'espèce type du genre.
Selon la classification de Brown & Toft parue en 1999, basée sur une analyse des séquences d'ADN mitochondrial et d'ARN ribosomique 12S, la Perruche calopsitte est la plus proche parente du genre et le Cacatoès de Latham, la plus proche espèce.
Les cacatoès du sous-genre Calyptorhynchus se distinguent par leur plus important dimorphisme sexuel et les cris des jeunes : l'un est un couinement suppliant, l'autre une vocalisation quand l'animal avale sa nourriture,.

### Liste des espèces
D'après la classification de référence (version 14.2, 2024) du Congrès ornithologique international (ordre phylogénique) :
- Calyptorhynchus banksii – Cacatoès banksien
- Calyptorhynchus lathami – Cacatoès de Latham

## Répartitions

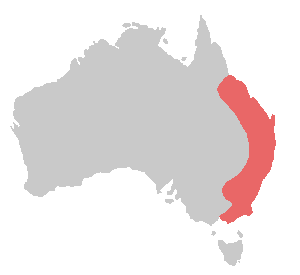
Cacatoès de Latham
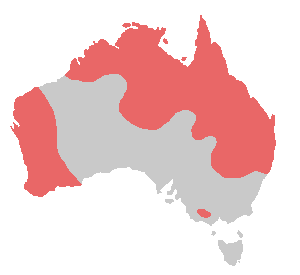
Cacatoès banksien